# گانگجین-وپ
گانگجین-وپ (به لاتین: Gangjin-eup) یک منطقهٔ مسکونی در کره جنوبی است که در جئولانام-دو واقع شده‌است. گانگجین-وپ ۵۰٫۹۱ کیلومتر مربع مساحت و ۱۵٬۹۳۶ نفر جمعیت دارد و ۴٫۸۸ متر بالاتر از سطح دریا واقع شده‌است.